# Mūrderāz-e Rahbar
Mūrderāz-e Rahbar (persiska: موردراز رهبر) är en ort i Iran.   Den ligger i provinsen Kohgiluyeh och Buyer Ahmad, i den centrala delen av landet, 600 km söder om huvudstaden Teheran. Mūrderāz-e Rahbar ligger 1 787 meter över havet och antalet invånare är 390.
Terrängen runt Mūrderāz-e Rahbar är huvudsakligen kuperad, men den allra närmaste omgivningen är platt. Mūrderāz-e Rahbar ligger nere i en dal.Runt Mūrderāz-e Rahbar är det ganska glesbefolkat, med 28 invånare per kvadratkilometer. Närmaste större samhälle är Yasuj, 6,4 km norr om Mūrderāz-e Rahbar. Omgivningarna runt Mūrderāz-e Rahbar är i huvudsak ett öppet busklandskap.